# Sunday roast

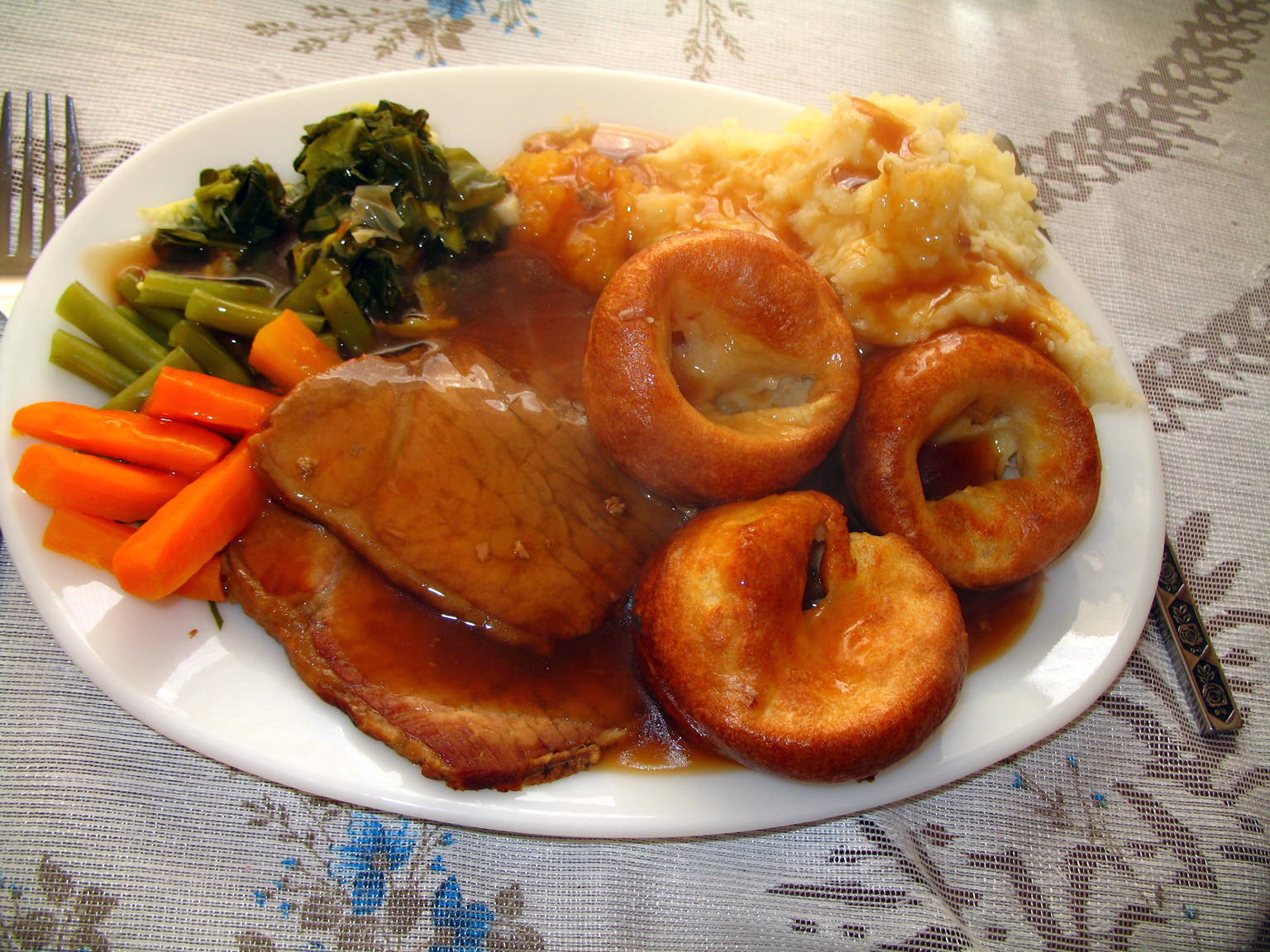
Sunday roast składający się z pieczonej wołowiny, tłuczonych ziemniaków, warzyw oraz Yorkshire pudding

Sunday roast (z ang. „niedzielna pieczeń”) – brytyjskie danie tradycyjnie serwowane w niedzielę (zazwyczaj wczesnym popołudniem na lunch), składające się z pieczonego mięsa i ziemniaków wraz z dodatkami, takimi jak Yorkshire pudding, warzywa oraz sos.
Inne nazwy posiłku to Sunday dinner, Sunday lunch, Sunday tea, roast dinner oraz Sunday joint. Sunday roast zazwyczaj przypomina spożywany podczas Świąt Bożego Narodzenia Christmas dinner, od którego jest jednak mniej obfity.
Sunday roast poza Wielką Brytanią rozpowszechniony jest również w Irlandii oraz krajach Wspólnoty Narodów, m.in.: Nowej Zelandii, Republice Południowej Afryki, Australii i Kanadzie, a dawniej danie popularne było również w Nowej Anglii (północno-wschodniej części Stanów Zjednoczonych).

## Składniki

### Mięso
Mięsem serwowanym jako Sunday roast najczęściej jest wołowina, kurczak, baranina, jagnięcina lub wieprzowina. Rzadziej spotyka się pieczoną kaczkę, gęś, indyka bądź inne ptactwo łowne.

### Warzywa
Sunday roast może być podawany z wieloma różnymi gotowanymi lub pieczonymi warzywami. Podawane warzywa różnią się w zależności od regionu i pory roku. Zazwyczaj w skład dania wchodzą pieczone ziemniaki polane sosem z pieczeni.
Poza ziemniakami serwuje się również tłuczoną rzepę lub brukiew, pieczony pasternak, gotowaną kapustę, brokuły, fasolę szparagową, marchew lub groszek.
W Australii często wykorzystuje się pieczoną dynię, a w Nowej Zelandii popularnością cieszą się słodkie ziemniaki.

### Dodatki
Do najczęściej stosowanych dodatków należą:
- do wołowiny – Yorkshire pudding, suet pudding, angielska musztarda lub chrzan
- do wieprzowiny – skwarki, farsz szałwiowo-cebulowy, sos jabłkowy lub musztarda
- do baraniny – sos miętowy lub galaretka porzeczkowa
- do kurczaka – pigs in blankets, kiełbaski, sos chlebowy, sos żurawinowy lub galaretka porzeczkowa